# Поздняков, Николай Георгиевич
Никола́й Гео́ргиевич Поздняко́в (1900 — 1948) — советский государственный деятель, дипломат.

## Биография
Член ВКП(б).
- В 1931—1935 годах — первый секретарь полпредства СССР в Финляндии.
- В 1936 году — первый секретарь полпредства СССР в Германии.
- В 1936—1938 годах — первый секретарь полпредства СССР в Литве.
- С 8 октября 1938 по 3 августа 1940 года — полномочный представитель СССР в Литве[1].
- В 1940—1941 годах — уполномоченный ЦК ВКП(б) и Совнаркома СССР по Литовской ССР.
- В 1942—1946 годах — председатель общества «Международная книга».